# Gymnomyces xerophilus
Gymnomyces xerophilus är en svampart som beskrevs av M.E. Sm. & Trappe 2006. Gymnomyces xerophilus ingår i släktet Gymnomyces och familjen kremlor och riskor.   Inga underarter finns listade i Catalogue of Life.